# Andrea Pirlo
Andrea Pirlo, Ufficiale OMRI (n. 19 mai 1979, Brescia, Italia) este un fotbalist italian retras din activitate, care a jucat pe post de mijlocaș la echipe ca Milan, Juventus și Brescia. Pe plan internațional, are prezențe la națională pentru Italia, Italia U15⁠(d), Italia U16⁠(d), Italia U17⁠(d), Italia U18⁠(d) și Italia U21⁠(d). După încheierea carierei, a devenit antrenor, și a antrenat, printre altele, Sampdoria, Karagümrük⁠(d) și Juventus.

## Cariera de fotbalist
Pirlo a câștigat Campionatul Mondial din 2006 cu Italia, după victoria din finala contra Franței,  scor 5-3 la lovituri de departajare. Pirlo a transformat lovitura sa cu un șut pe centrul porții. În 2007, Pirlo câștigă trofeul Uefa Champions League, cu AC Milan, după ce a învins-o pe Liverpool cu scorul de 2-1. În 2014, în Europa League, Pirlo a salvat-o pe Juventus, marcând împotriva Fiorentinei (optimi) și împotriva Lyonului (sferturi), astfel ajungând în semifinalele Europa League. În 2015,reușește un sezon foarte bun cu Juventus, câștigând campionatul Italiei și Cupa Italiei și ajungând în finala UEFA Champions League pierdută însă în fața Barcelonei. În vara anului 2015, Andrea Pirlo se transferă la New York City.

## Viața privată
Andrea Pirlo nu a ajuns pe coperțile ziarelor din motive private, aceasta neînsemnând că viața lui non-sportivă nu este interesantă. Afacerea de familie Elg Steel a fost fondată de către tatăl său în anii 1980 și continuă să prospere și astăzi. Andrea deține acțiuni ale companiei și după ce s-a retras din cariera sportivă, s-a implicat din nou în afacerea familiei. Pirlo este, de asemenea, un iubitor de vin - deține podgoria Pratum Coller de lângă Brescia natală, care, conform datelor din 2019, produce între 25.000 și 30.000 de sticle de vin pe an.

## Palmares

### Club
Brescia
- Serie B: 1996–97

AC Milan
- Serie A: 2003–04, 2010–11
- Coppa Italia: 2002–03
- Supercoppa Italiana: 2004

Finalist: 2003
- Liga Campionilor UEFA: 2002–03, 2006–07

Finalist: 2004–05
- Supercupa Europei: 2003, 2007
- Campionatul Mondial al Cluburilor FIFA: 2007
- Cupa Intercontinentală

Finalist: 2003
Juventus
- Serie A: 2011–12, 2012–13, 2013–14, 2014–15
- Coppa Italia: 2014–15

Finalist: 2011–12
- Supercoppa Italiana: 2012, 2013

Finalist: 2014
- Liga Campionilor UEFA

Finalist: 2014–15

### Internațional
Italia
- Campionatul Mondial de Fotbal: 2006[9]
- Campionatul European Under-21: 2000[10]
- Medalie Olimpică de Bronz: 2004[10]
- Campionatul European de Fotbal

Finalist: 2012
- Cupa Confederațiilor FIFA – Medalie de Bronz: 2013[11]

### Individual
- Campionatul European Under-21 – Balonul de Aur: 2000[10]
- Campionatul European Under-21 – Gheata de Aur: 2000[10]
- FIFA World Cup 2006: All-star team[11]
- FIFA World Cup 2006: Balonul de Bronz[11]
- FIFA World Cup 2006: Cel mai bun pasator decisiv[12]
- Finala Campionatului Mondial de Fotbal 2006: Omul meciului[11]
- IFFHS World's Best Playmaker: Third place 2006, Second place 2007, 9th place 2009, 4th place 2012
- FIFPro World XI: 2006[13]
- Ballon d'Or: 2006 (9th place), 2007 (5th place), 2012 (7th place)
- FIFA World Player of the Year: 2007 (7th place)[11]
- ESM Team of the Year: 2011–12
- Pallone d'Argento: 2011–12[14]
- Pallone Azzurro: 2011–12[15]
- Guerin d'Oro: 2012[16]
- UEFA Euro 2012 Team of the Tournament[10]
- UEFA Best Player in Europe Award: 2012 (4th place)[10]
- Juventus Player of the Season: 2011–2012
- UEFA Team of the Year: 2012[10]
- 2011–12 Serie A Top Assist Provider[17]
- Serie A team of the Year: 2011–12, 2012–13, 2013–14[18]
- Serie A Midfielder of the Year: 2012[18]
- Serie A Italian Player of the Year: 2012[18]
- Serie A Player of the Year: 2012, 2013, 2014[18]
- Premio Nazionale Carriera Esemplare "Gaetano Scirea": 2013[19]
- FIFA Confederations Cup Team of the Tournament: 2013[20]
- FIFA Confederations Cup Castrol Index Top XI: 2013[21]
- UEFA Europa League Team of the Season: 2013–14[22]
- UEFA Champions League Team of the Season: 2014–15[23]
- A.C. Milan Hall of Fame[8]
- All-time UEFA European Under-21 Championship dream team: 2015[24]

### Ordine
-  Clasa V/Cavaler: Cavaliere Ordine al Merito della Repubblica Italiana: 2004

-  Colan al Meritului Sportiv: 2006

-  Clasa IV/Ofițer: Ufficiale Ordine al Merito della Repubblica Italiana: 2006

## Statistici carieră

### Club
La 6 iunie 2015.
| Echipa         | Sezon         | Campionat | Campionat | Cupă    | Cupă   | Europa  | Europa | Altele  | Altele | Total   | Total  |
| Echipa         | Sezon         | Meciuri   | Goluri    | Meciuri | Goluri | Meciuri | Goluri | Meciuri | Goluri | Meciuri | Goluri |
| -------------- | ------------- | --------- | --------- | ------- | ------ | ------- | ------ | ------- | ------ | ------- | ------ |
| Brescia        | 1994–95       | 1         | 0         | 0       | 0      | –       | –      | –       | –      | 1       | 0      |
| Brescia        | 1995–96       | 0         | 0         | 0       | 0      | –       | –      | –       | –      | 0       | 0      |
| Brescia        | 1996–97       | 17        | 2         | 1       | 0      | –       | –      | –       | –      | 18      | 2      |
| Brescia        | 1997–98       | 29        | 4         | 1       | 0      | –       | –      | –       | –      | 30      | 4      |
| Brescia        | 2000-01       | 10        | 0         | 0       | 0      | –       | –      | –       | –      | 10      | 0      |
| Brescia        | Total         | 57        | 6         | 2       | 0      | –       | –      | –       | –      | 59      | 6      |
| Inter Milan    | 1998–99       | 18        | 0         | 7       | 0      | 7       | 0      | –       | –      | 32      | 0      |
| Inter Milan    | 2000–01       | 4         | 0         | 1       | 0      | 3       | 0      | –       | –      | 8       | 0      |
| Inter Milan    | Total         | 22        | 0         | 8       | 0      | 10      | 0      | –       | –      | 40      | 0      |
| Reggina (loan) | 1999–2000     | 28        | 6         | 2       | 0      | –       | –      | –       | –      | 30      | 6      |
| Reggina (loan) | Total         | 28        | 6         | 2       | 0      | –       | –      | –       | –      | 30      | 6      |
| Milan          | 2001–02       | 18        | 2         | 2       | 0      | 9       | 0      | —       | —      | 29      | 2      |
| Milan          | 2002–03       | 27        | 9         | 2       | 0      | 13      | 0      | —       | —      | 42      | 9      |
| Milan          | 2003–04       | 32        | 6         | 0       | 0      | 10      | 1      | 2       | 1      | 44      | 8      |
| Milan          | 2004–05       | 30        | 4         | 1       | 0      | 12      | 1      | 0       | 0      | 43      | 5      |
| Milan          | 2005–06       | 33        | 4         | 4       | 0      | 12      | 1      | —       | —      | 49      | 5      |
| Milan          | 2006–07       | 34        | 2         | 4       | 0      | 14      | 1      | —       | —      | 52      | 3      |
| Milan          | 2007–08       | 33        | 3         | 1       | 0      | 9       | 2      | 2       | 0      | 45      | 5      |
| Milan          | 2008–09       | 26        | 1         | 0       | 0      | 3       | 1      | —       | —      | 29      | 2      |
| Milan          | 2009–10       | 34        | 0         | 1       | 0      | 8       | 1      | —       | —      | 43      | 1      |
| Milan          | 2010–11       | 17        | 1         | 3       | 0      | 5       | 0      | —       | —      | 25      | 1      |
| Milan          | Total         | 284       | 32        | 18      | 0      | 95      | 8      | 4       | 1      | 401     | 41     |
| Juventus       | 2011–12       | 37        | 3         | 4       | 0      | —       | —      | —       | —      | 41      | 3      |
| Juventus       | 2012–13       | 32        | 5         | 2       | 0      | 10      | 0      | 1       | 0      | 45      | 5      |
| Juventus       | 2013–14       | 30        | 4         | 1       | 0      | 13      | 2      | 1       | 0      | 45      | 6      |
| Juventus       | 2014–15       | 20        | 4         | 2       | 0      | 10      | 1      | 1       | 0      | 33      | 5      |
| Juventus       | Total         | 119       | 16        | 9       | 0      | 33      | 3      | 3       | 0      | 164     | 19     |
| New York City  | 2015          | 0         | 0         | 0       | 0      | —       | —      | —       | —      | 0       | 0      |
| New York City  | Total         | 0         | 0         | 0       | 0      | 0       | 0      | 0       | 0      | 0       | 0      |
| Total carieră  | Total carieră | 510       | 60        | 39      | 0      | 138     | 11     | 7       | 1      | 694     | 72     |

1. 1 2 3 4 5 6 7 8 9  Toate meciuri în Liga Campionilor UEFA
2. ↑  Două meciuri UEFA Champions League, Un meci în Cupa UEFA
3. 1 2  Toate meciuri în Cupa UEFA
4. ↑  Nouă meciuri și un gol în 2003–04 UEFA Champions League, Un meci în 2003 Supercupa Europei
5. ↑  one appearance și un gol în 2003 Supercoppa Italiana, Un meci în 2003 Intercontinental Cup
6. ↑  Opt meciuri și două goluris in UEFA Champions League, Un meci în 2007 Supercupa Europei
7. ↑  Appearance in Campionatul Mondial al Cluburilor FIFA
8. 1 2 3  Appearance in Supercoppa Italiana
9. ↑  Cinci meciuri UEFA Champions League,Opt meciuri și două goluris in Europa League

1. ↑  This season he was on loan from Inter Milan

### Internațional
La 16 iunie 2015.
| Italia | Italia  | Italia |
| An     | Meciuri | Goluri |
| ------ | ------- | ------ |
| 2002   | 4       | 0      |
| 2003   | 1       | 0      |
| 2004   | 7       | 1      |
| 2005   | 9       | 3      |
| 2006   | 14      | 1      |
| 2007   | 8       | 1      |
| 2008   | 9       | 1      |
| 2009   | 12      | 1      |
| 2010   | 8       | 1      |
| 2011   | 9       | 0      |
| 2012   | 13      | 2      |
| 2013   | 13      | 2      |
| 2014   | 6       | 0      |
| 2015   | 2       | 0      |
| Total  | 115     | 13     |